# CCDC117
CCDC117 (англ. Coiled-coil domain containing 117) – білок, який кодується однойменним геном, розташованим у людей на довгому плечі 22-ї хромосоми. Довжина поліпептидного ланцюга білка становить 279 амінокислот, а молекулярна маса — 30 541.
| 10         |  | 20         |  | 30         |  | 40         |  | 50         |
| ---------- |  | ---------- |  | ---------- |  | ---------- |  | ---------- |
| MAALGRPFSG |  | LPLSGGSDFL |  | QPPQPAFPGR |  | AFPPGADGAE |  | LAPRPGPRAV |
| PSSPAGSAAR |  | GRVSVHCKKK |  | HKREEEEDDD |  | CPVRKKRITE |  | AELCAGPNDW |
| ILCAHQDVEG |  | HGVNPSVSGL |  | SIPGILDVIC |  | EEMDQTTGEP |  | QCEVARRKLQ |
| EIEDRIIDED |  | EEVEADRNVN |  | HLPSLVLSDT |  | MKTGLKREFD |  | EVFTKKMIES |
| MSRPSMELVL |  | WKPLPELLSD |  | KPKPSSNTKN |  | YTGESQAKHV |  | AAGTAFPQRT |
| ELFSEPRPTG |  | MSLYNSLETA |  | TSTEEEMEL  |  |            |  |            |

A: Аланін

C: Цистеїн

D: Аспарагінова кислота

E: Глутамінова кислота

F: Фенілаланін

G: Гліцин

H: Гістидин

I: Ізолейцин

K: Лізин

L: Лейцин

M: Метіонін

N: Аспарагін

P: Пролін

Q: Глутамін

R: Аргінін

S: Серин

T: Треонін

V: Валін

W: Триптофан

Кодований геном білок за функцією належить до фосфопротеїнів. 
Задіяний у таких біологічних процесах, як альтернативний сплайсинг, метилювання. 